# 1-methylnaftaleen
1-methylnaftaleen is een polycyclische aromatische koolwaterstof met als brutoformule C11H10. De stof heeft cetaangetal 0 en werd vroeger beschouwd als de referentieverbinding voor het cetaangetal. Maar door de hoge kost en moeilijke hanteerbaarheid werd het vervangen door isocetaan, met cetaannummer 15.